# Bundesstraße 198
Die Bundesstraße 198 (Abkürzung: B 198) ist eine deutsche Bundesstraße in den Ländern Mecklenburg-Vorpommern und Brandenburg. Sie beginnt als Abzweig der B 103 südlich von Plau am See und quert die A 19 am Autobahnanschluss Röbel/Müritz, weiter durch Vipperow (südlich der Müritz gelegen), nördlich des Flugplatzes Rechlin-Lärz durch die Stadt Mirow, weiter nach Wesenberg und dann Richtung Neustrelitz. Früher wurde die B 198 zwischen Neustrelitz und Strelitz-Alt direkt geführt. Heute gibt es eine weitläufige Ortsumgehung über Klein Trebbow hin zur E 251 gleich B 96. Sie mündet dann auf die östliche Ortsumgehung von Neustrelitz. Von dort zweigt sie nach Osten in Richtung Woldegk ab. Hier durchquert sie die Orte Zinow, Carpin, Möllenbeck, Stolpe, Bredenfelde, Hinrichshagen, Carmzow und mündet dann auf die B 104 am westlichen Ortsausgang von Woldegk. Am östlichen Ortsausgang von Woldegk trennt sie sich wieder von der B 104, die nach Strasburg (Uckermark) und Pasewalk weiter zur polnischen Grenze führt. Die B 198 führt über Wolfshagen (Uckerland), Dedelow und Prenzlau zur A 11, wo sie an der Anschlussstelle Gramzow die A 11 quert und dann in südlicher Richtung über Angermünde in westliche Richtung nach Joachimsthal umschwenkt, wo sie an die A 11 angeschlossen ist und dort endet.

## Verlauf
- Mecklenburg-Vorpommern
  - Plau am See (Ortsteil Appelburg) (0,0 km) Abzweigung von der B 103
  - Leizen / Anschlussstelle Röbel/Müritz der A 19 (15,5 km)
  - Mirow (43,0 km)
  - Wesenberg (54,5 km)
  - Neustrelitz (66,5 km)
  - Woldegk (105,5 km)
- Brandenburg
  - Prenzlau (133,5 km)
  - Uckerfelde (Ortsteil Hohengüstow) / Anschlussstelle Gramzow der A 11 (147,5 km)
  - Angermünde (162,5 km)
  - Althüttendorf / Anschlussstelle Joachimsthal der A 11 (178,5 km)